# Храсно (Сарајево)
Храсно је сарајевско насеље смјештено на лијевој обали Миљацке, између Грбавице и Ченгић Виле. Већи дио насеља припада општини Ново Сарајево, а мањи (МЗ Старо Храсно) у општини Нови Град.
У Храсну се налази Босмалов градски центар, четврта највиша грађевина на Балкану.